# Гронтардо
Гронта̀рдо (на италиански: Grontardo, на местен диалект: Gruntàard, Грунтаард) е село и община в Северна Италия, провинция Кремона, регион Ломбардия. Разположено е на 46 m надморска височина. Населението на общината е 1465 души (към 2016 г.).